# Čtverná vazba

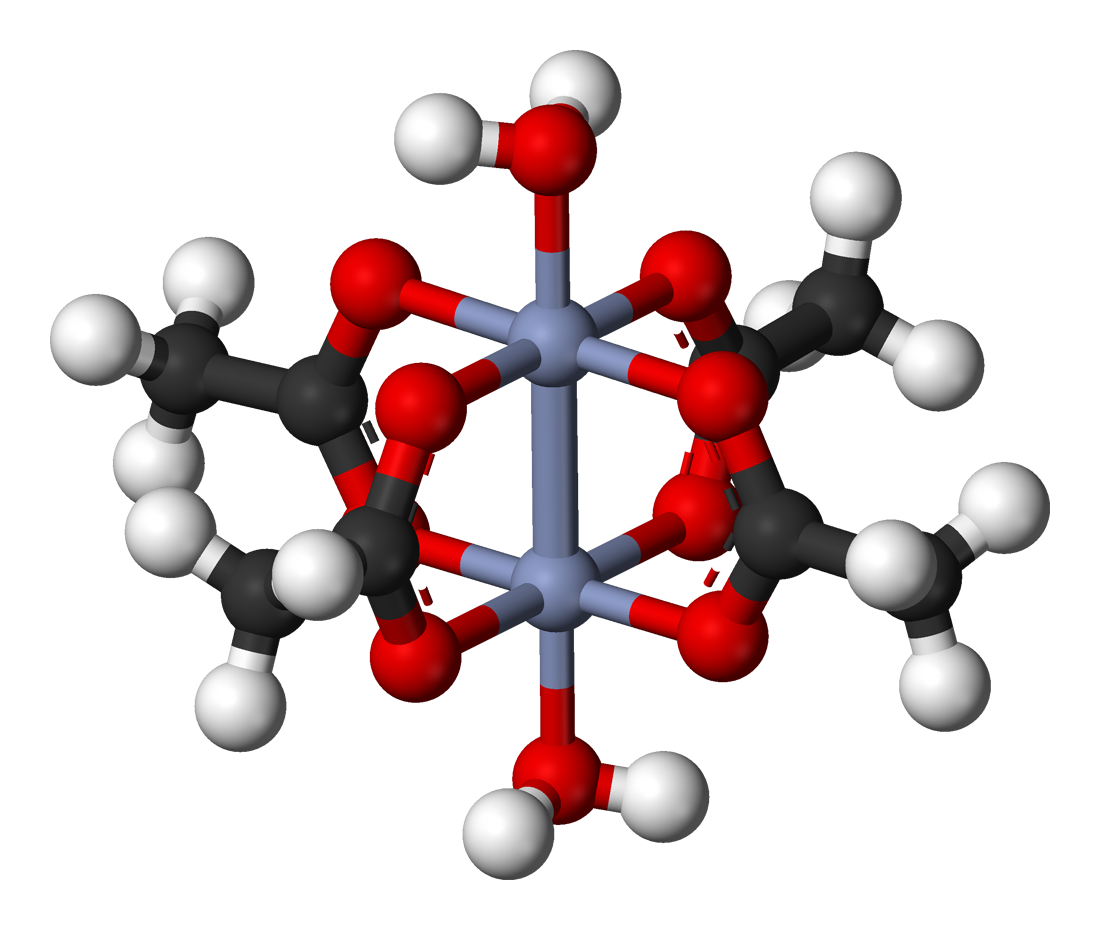
Struktura octanu chromnatého

Čtverná vazba je chemická vazba mezi dvěma atomy, které se účastní osm elektronů; jedná se o jakési rozšíření běžněji se vyskytujících typů, dvojné a trojné vazby Stabilní čtverné vazby se nejčastěji objevují u přechodných kovů z prostřední části bloku d, jako jsou rhenium, wolfram, molybden a chrom. Ligandy, u kterých se může vyskytnout tento typ vazby, jsou obvykle donory π elektronů, nikoliv jejich akceptory.

## Historie
První známou sloučeninou se čtvernou vazbou byl octan chromnatý (Cr2(μ-O2CCH3)4(H2O)2). Poprvé jej připravil roku 1844 Eugène-Melchior Péligot, ovšem čtverná vazba v něm byla nalezena až o století později.
První krystalografické studie sloučenin se čtvernou vazbou byly provedeny u solí aniontu Re2Cl 2-
8 ;  byly zde popsány malé délky vazeb (a diamagnetické vlastnosti látky), což naznačovalo vazby mezi atomy rhenia. Uvedený anion byl mylně považován za anion dvojmocného rhenia, z čehož vyplynul původně navržený vzorec Re2Cl 4-
8 .
Krátce poté byla popsána krystalová struktura oktachlordirhenitanu draselného (K2[Re2Cl8]·2H2O). Tato analýza odhalila chyby předchozích studií. Délka vazby Re-Re v této sloučenině je pouze 224 pm; v teorii molekulových orbitalů se popisuje jako σ2π4δ2. tedy spojení jedné vazby sigma, dvou vazeb pí a jedné vazby delta.

## Struktura

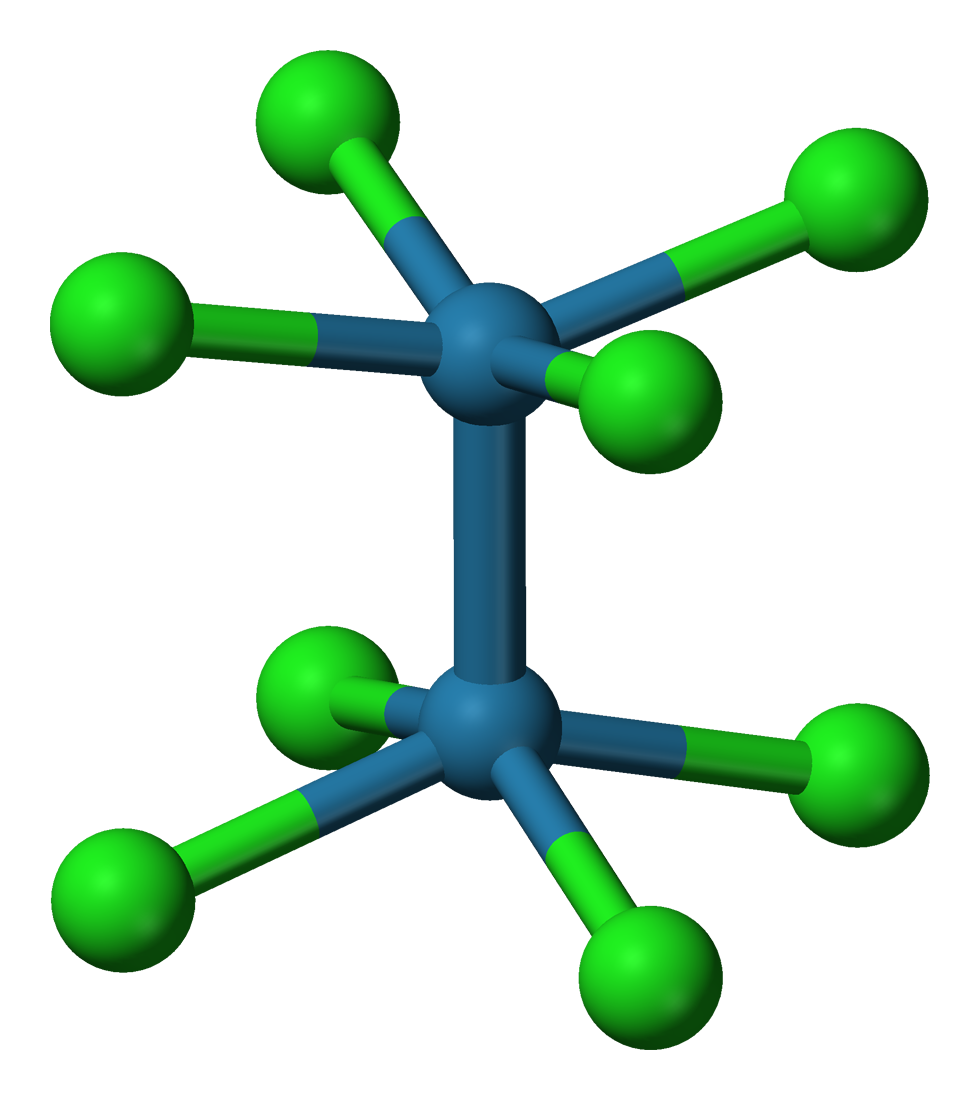
Oktachlordirhenitanový anion, [Re_{2}Cl_{8}]^{2−}, v jehož molekule se vyskytuje čtverná vazba mezi atomy rhenia

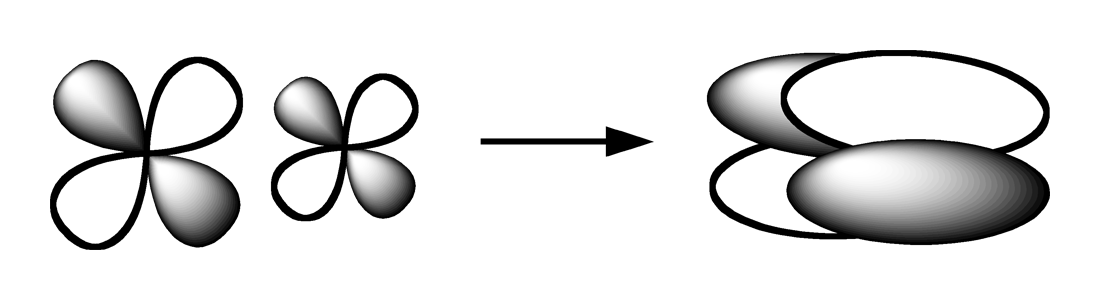
Vznik vazby delta překryvem dvou orbitalů d

Iont Re2Cl 2-
8  se vyskytuje v zákrytové konformaci (viz obrázek vlevo). Vazebný orbital delta vzniká překryvem dvou orbitalů d jednotlivých atomů rhenia; tyto orbitaly jsou v poloze kolmé na osu Re-Re a nacházejí se mezi vazbami Re-Cl. Orbitaly d podél vazeb Re-Cl jsou stabilizovány interakcemi s orbitaly chlorových ligandů a nezapojují se do vazby Re-Re. Iont Os2Cl 2-
8 , který má o dva elektrony více (σ2π4δ2δ*2) oproti tomu má mezi atomy osmia trojnou vazbu a vyskytuje se v nezákrytové konformaci.
Bylo popsáno mnoho dalších sloučenin se čtvernými vazbami, například oktachlordimolybdenatan draselný (K4[Mo2Cl8]) a tetrakis(hexahydropyrimidinopyrimidin)diwolfram.
U prvků bloku s a bloku p nejsou sloučeniny se čtvernými vazbami známy. Podle teorie molekulových orbitalů se v sigma systému nacházejí dvě skupiny spárovaných elektronů (vazebná a protivazebná) a dvě skupiny spárovaných elektronů v degenerovaném vazebném orbitalu π, což dává řád vazby 2, což naznačuje, že v dvouatomové molekule uhlíku (C2) je dvojná vazba. Z diagramu molekulových orbitalů vyplývá, že vazba v C2 skládá z&dvou vazeb pí a vazby sigma zde nejsou přítomny. Byla však vydána práce, podle které je v uvedené molekule čtverná vazba.